# ويل إي. نيل
ويل إي. نيل (بالإنجليزية: Will E. Neal)‏ هو سياسي أمريكي، ولد في 14 أكتوبر 1875 في الولايات المتحدة، وتوفي في 12 نوفمبر 1959 في نفس البلد. حزبياً، نشط في الحزب الجمهوري. وقد انتخب عضو مجلس النواب الأمريكي.